# 董煟
董煟（？—？），字季兴，号南隐，鄱阳（今江西省波阳县）人，南宋官員、荒政學家。

## 生平
绍熙四年（1193年），中进士，初授筠州新昌尉，历知应城、瑞安。後任湖南辰溪县令。其擅長救荒，曾謂“救荒之法不一，而大致有五，常平以賑糶，義倉以賑濟，不足則勸分於有力之家。”。有《救荒活民书》三卷。另有《抱膝稿》十卷、《南隠集》，已佚。